# Sidi Azzouz
Sidi Azzouz  (in arabo سيدي عزوز‎?) è un centro abitato e comune rurale del Marocco situato nella provincia di Sidi Kacem, regione di Rabat-Salé-Kénitra. Conta una popolazione di 14 356 abitanti (censimento 2014).